# ルイス・アゼレード

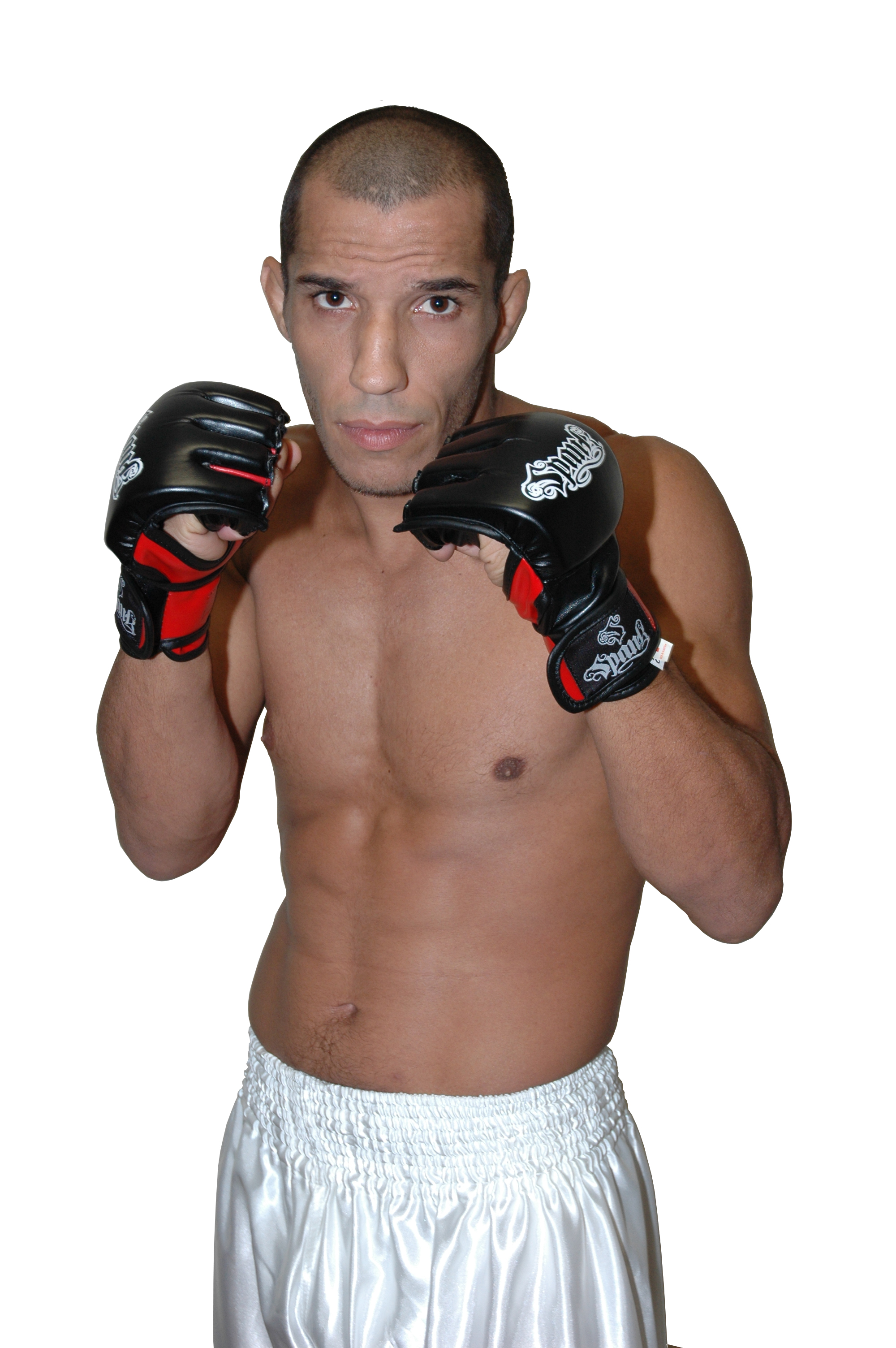
ルイス・アゼレード

ルイス・アゼレード（Luiz Azeredo, 1976年6月10日 - ）は、ブラジルの男性総合格闘家。サンパウロ州サンパウロ出身。シュートボクセ・アカデミー所属。
ブラジリアン柔術をバックボーンとしているが、立ち技も得意としており、特にカポエイラ仕込みの蹴り技を得意技とする。
蹴りでワンツーを打つなど、トリッキーな蹴り技にちなんで、PRIDEでは「MADファンタジスタ」のニックネームを持つ。PRIDE武士道ではライト級で活躍していたが、プロレスなど総合格闘技以外の試合にも出場している。

## 来歴
2000年8月4日、修斗で桜井"マッハ"速人と対戦し、判定負け。
2005年4月3日、ムエタイ8戦8勝の実績を引っさげてPRIDE 武士道 -其の六-に参戦。ルイス・ブスカペに判定勝ち。
2005年5月22日、PRIDE 武士道 -其の七-のメインイベントで五味隆典と対戦。得意の蹴り技で五味を追い詰めるも、ワンツーをまともにくらい右フックでKO負け。
2005年9月25日、PRIDE 武士道 -其の九-のライト級（-73 ㎏）トーナメントでは1回戦で小谷直之を出会い頭の右フックでダウンを奪い、そのまま膝蹴り、パウンドと叩き込み、開始11秒でTKO勝ち。準決勝の五味隆典との再戦では、判定負けを喫し、リベンジはならなかった。
2005年11月23日、U-STYLE Axisでタッグマッチに出場した。
2006年4月22日、PRIDE 武士道 -其の拾-ではヨアキム・ハンセンと対戦。この試合は通常よりも低い体重制限で行われ、ただでさえ体重を落としてライト級に参戦しているアゼレードにとっては非常に不利な試合となった。試合は2R後半にパンチを避けようとしてしゃがんだ時に、額にハンセンの蹴りが直撃し、そのままKO負けを喫した。
2006年12月9日、Cage Rage 19でポール・デイリーと対戦し、判定勝ちを収めた。
2007年12月31日、やれんのか! 大晦日! 2007で川尻達也と対戦し、0-3の判定負けを喫した。
2008年11月24日、SHOOT BOXING WORLD TOURNAMENT S-cup 2008に出場。1回戦でデニス・シュナイドミラーからスタンディング肩固めで一本勝ちを収めるも、準決勝で緒形健一にKO負けを喫した。
2009年4月3日、シュートボクシング興行で宍戸大樹と対戦し、0-3の判定負けを喫した。
2010年10月21日、Bellator FC初参戦となったBellator 33でエドワード・ゲディスと対戦し、3-0の判定勝ちを収めた。

## 戦績

### 総合格闘技
| 総合格闘技 戦績 | 総合格闘技 戦績 | 総合格闘技 戦績 | 総合格闘技 戦績 | 総合格闘技 戦績 | 総合格闘技 戦績 | 総合格闘技 戦績 |
| --------------- | --------------- | --------------- | --------------- | --------------- | --------------- | --------------- |
| 25 試合         | (T)KO           | 一本            | 判定            | その他          | 引き分け        | 無効試合        |
| 15 勝           | 5               | 4               | 6               | 0               | 0               | 0               |
| 10 敗           | 3               | 1               | 6               | 0               | 0               | 0               |

| 勝敗 | 対戦相手                     | 試合結果                           | 大会名                                                | 開催年月日     |
| ×    | ルネ・ナザレ                 | 1R終了時 TKO（腕の負傷）           | Bellator 39                                           | 2011年4月2日   |
| ○    | エドワード・ゲディス         | 5分3R終了 判定3-0                  | Bellator 33                                           | 2010年10月21日 |
| ○    | ニコ・プハッカ               | 5分3R終了 判定3-0                  | Fight Festival 28                                     | 2010年10月16日 |
| ×    | ミハイル・マリューチン       | 5分3R終了 判定0-3                  | Ring of Combat 31                                     | 2010年9月24日  |
| ○    | ブランドン・アダムソン       | 1R 3:06 チョークスリーパー         | UCC 3: Renegades                                      | 2010年9月10日  |
| ×    | ホニス・トーヘス             | 1R 4:34 チキンウィングアームロック | Jungle Fight 10                                       | 2008年7月12日  |
| ○    | ミルトン・ヴィエイラ         | 5分3R終了 判定                     | The One: VIP Fighting                                 | 2008年2月13日  |
| ×    | 川尻達也                     | 2R（10分/5分）終了 判定0-3         | やれんのか! 大晦日! 2007                              | 2007年12月31日 |
| ○    | ポール・デイリー             | 5分3R終了 判定3-0                  | Cage Rage 19: Fearless                                | 2006年12月9日  |
| ×    | ヨアキム・ハンセン           | 1R 7:09 KO（膝蹴り）               | PRIDE 武士道 -其の拾-                                 | 2006年4月2日   |
| ×    | 五味隆典                     | 2R（10分/5分）終了 判定0-3         | PRIDE 武士道 -其の九- 【ライト級トーナメント 準決勝】 | 2005年9月25日  |
| ○    | 小谷直之                     | 1R 0:11 TKO（右フック）            | PRIDE 武士道 -其の九- 【ライト級トーナメント 1回戦】  | 2005年9月25日  |
| ×    | 五味隆典                     | 1R 3:46 KO（スタンドパンチ連打）   | PRIDE 武士道 -其の七-                                 | 2005年5月22日  |
| ○    | ルイス・ブスカペ             | 2R（10分/5分）終了 判定2-1         | PRIDE 武士道 -其の六-                                 | 2005年4月3日   |
| ○    | ヘジクラウジオ・クェシャーダ | 2R 2:23 TKO（パンチ連打）          | Storm Samurai 5                                       | 2004年11月5日  |
| ○    | エドゥアルド・シモエス       | 1R 1:36 TKO（打撃）                | Storm Samurai 4                                       | 2004年8月7日   |
| ×    | トニー・デソーザ             | 5分3R終了 判定0-3                  | Meca World Vale Tudo 11                               | 2004年6月5日   |
| ○    | ホドリゴ・ファス             | 1R 1:26 TKO（パンチ連打）          | Brazil Super Fight                                    | 2003年9月19日  |
| ○    | クリスチャーノ・マルセロ     | 1R 8:30 ギブアップ（膝蹴り）       | Meca World Vale Tudo 6                                | 2002年1月31日  |
| ○    | ファブリシオ・カモエス       | 2R 1:36 TKO（棄権）                | Meca World Vale Tudo 3                                | 2000年11月14日 |
| ×    | 桜井"マッハ"速人             | 5分3R終了 判定0-3                  | 修斗 R.E.A.D. 〜2000 SHOOTO〜                         | 2000年8月4日   |
| ○    | アンデウソン・シウバ         | 10分2R終了 判定3-0                 | Meca World Vale Tudo 1                                | 2000年5月27日  |
| ×    | アントニオ・ドゥアルテ       | 10分1R終了 判定                    | Brazil Free Style: The Best Fighters                  | 1997年5月14日  |
| ○    | -                            | 1R 5:18 ギブアップ（打撃）         | Brazil Free Style: The Best Fighters                  | 1997年5月14日  |
| ○    | アレッシャンドリ             | 1R 1:52 ギブアップ（肘打ち）       | Brazil Free Style: The Best Fighters                  | 1997年5月14日  |

### シュートボクシング
| キックボクシング 戦績 | キックボクシング 戦績 | キックボクシング 戦績 | キックボクシング 戦績 | キックボクシング 戦績 | キックボクシング 戦績 | キックボクシング 戦績 |
| --------------------- | --------------------- | --------------------- | --------------------- | --------------------- | --------------------- | --------------------- |
| 3 試合                | (T)KO                 | 判定                  | その他                | 引き分け              | 無効試合              |                       |
| 1 勝                  | 1                     | 0                     | 0                     | 1                     | 0                     |                       |
| 2 敗                  | 1                     | 1                     | 0                     | 1                     | 0                     |                       |

| 勝敗 | 対戦相手                 | 試合結果                           | 大会名                                              | 開催年月日     |
| ×    | 宍戸大樹                 | 3R+延長1R終了 判定0-3              | SHOOT BOXING 2009 武志道-bushido- 其の弐            | 2009年4月3日   |
| ×    | 緒形健一                 | 2R 2:11 KO（右ストレート）         | SHOOT BOXING WORLD TOURNAMENT S-cup 2008 【準決勝】 | 2008年11月24日 |
| ○    | デニス・シュナイドミラー | 1R 2:07 KO（スタンディング肩固め） | SHOOT BOXING WORLD TOURNAMENT S-cup 2008 【1回戦】  | 2008年11月24日 |